# Халдино
Халдино — деревня в Степановском сельском поселении Галичского района Костромской области России.

## География
Деревня расположена на берегу реки Софонка.

## История
В 1657 году сельцо Холдино принадлежало А. Перелешину. От него, в качестве приданого его дочери, сельцо перешло к князю И. М. Вяземскому.
Согласно Спискам населенных мест Российской империи в 1872 году деревня относилась к 1 стану Галичского уезда Костромской губернии. В ней числилось 10 дворов, проживало 28 мужчин и 40 женщин.
Согласно переписи населения 1897 года в деревне проживало 103 человека (41 мужчина и 62 женщины).
Согласно Списку населенных мест Костромской губернии в 1907 году деревня относилась к Быковской волости Галичского уезда Костромской губернии. По сведениям волостного правления за 1907 год в ней числилось 19 крестьянских дворов и 71 житель. Основным занятием жителей деревни, помимо земледелия, был плотницкий промысел.
До муниципальной реформы 2010 года деревня входила в состав Толтуновского сельского поселения.

## Население
| Численность населения |      |      |      |      |
| Год                   | 1877 | 1897 | 1907 | 2012 |
| Жителей               | 68   | 103  | 71   | 0    |
| Крестьянских дворов   | 10   | —    | 19   | —    |

| 2008 | 2010 | 2012 | 2014 |
| ---- | ---- | ---- | ---- |
| 0    | →0   | →0   | →0   |